# Hemiancistrus fugleri
Hemiancistrus fugleri is een straalvinnige vissensoort uit de familie van de harnasmeervallen (Loricariidae). De wetenschappelijke naam van de soort is voor het eerst geldig gepubliceerd in 1971 door Ovchynnyk.